# Lord Chamberlain of the Household

Lord Chamberlain of the Household Richard Wellesley, 1. Marquess Wellesley

Lord Chamberlain of the Household oder kurz Lord Chamberlain (deutsch Oberkammerherr) ist die Bezeichnung für den leitenden Beamten des Britischen Hofes. Die Funktion entspricht der des Kämmerers (englisch Chamberlain) oder Hofmarschalls. Sie ist von dem Amt des Lord Great Chamberlain zu unterscheiden, der als einer der Great Officers of State ein Staatsbeamter ist. Das Amt des Lord Chamberlain, das seit 1399 belegt ist, wird stets einem Adligen übertragen, der gleichzeitig Mitglied des Geheimen Rats (Privy Council) ist. Während das Amt noch bis 1924 politisch war, handelt es sich heute um eine reine Verwaltungsfunktion.
Bis 1968 gehörte auch die Zensur in der Stadt London, insbesondere im Bereich der Theater, (siehe Master of the Revels) zu den Aufgaben des Lord Chamberlain, bevor die Theaterzensur durch einen Parlamentsbeschluss abgeschafft wurde. Aufgrund eines 1713 erlassenen und 1737 enger gefassten Gesetzes hatten bis in die 1930er Jahre alle zur öffentlichen Vorführung gedachten Theaterstücke zwecks Genehmigung beim „Lord Chamberlain“ eingereicht werden müssen. Überwiegend waren die eingereichten Stücke im Besitz der Einrichtung verblieben, woraus auch eine archivarische Bedeutung entstand. Die scharfe politische Zensur ließ sich durch Anmeldung als Theaterclub umgehen, was mit sich brachte, dass ausschließlich Clubmitglieder und sie begleitende Freunde die Aufführungen sehen durften. Um trotzdem ein großes Publikum zu finden, richtete man schließlich die Form einer preisgünstigen „associate membership“ (angeschlossene Mitgliedschaft) ein, bei der im Gegensatz zur „full membership“ kein aktives und passives Wahlrecht für Clubämter bestand.
Auch wenn die alltäglichen Leitungsaufgaben dem Privatsekretär des Souveräns übertragen sind, hat der Lord Chamberlain wichtige Koordinations-, Planungs- und Repräsentationsaufgaben. Es handelt sich daher nicht um ein rein zeremonielles Amt.
Seit dem 4. November 2024 ist Richard Benyon, Baron Benyon Amtsinhaber. Er löste Andrew Parker, Baron Parker of Minsmere ab.

## Lords Chamberlain 1399 bis heute
- Sir Thomas Erpingham (1399–1404)
- Richard Grey, 1. Baron Grey of Codnor (1404–1413)
- Henry FitzHugh, 3. Baron FitzHugh (1413–1425)
- Ralph Cromwell, 3. Baron Cromwell (1425–1432)
- William Phelip, 6. Baron Bardolf (1432–1441)
- Ralph Boteler, 1. Baron Sudeley (1441–1447)
- James Fiennes, 1. Baron Saye and Sele (1447–1450)
- Ralph Cromwell, 3. Baron Cromwell (1450–1455)
- Thomas Stanley, 1. Baron Stanley (1455–1459)
- Richard Neville, 5. Earl of Salisbury (1460–1460)
- William Hastings, 1. Baron Hastings (1461–1470)
- N.N. (1470–1471)
- William Hastings, 1. Baron Hastings (1471–1483)
- Francis Lovell, 1. Viscount Lovell (1483–1485)
- Sir William Stanley (1485–1494)
- Giles Daubeney, 1. Baron Daubeney (1494–1508)
- Charles Somerset, 1. Earl of Worcester (1508–1526)
- William FitzAlan, 18. Earl of Arundel (1526–1530)
- William Sandys, 1. Baron Sandys of the Vyne (1530–1535)
- William Paulet, 1. Baron St John of Basing (1535–1550)
- Thomas Wentworth, 1. Baron Wentworth (1550–1551)
- Thomas d’Arcy, 1. Baron Darcy of Cliche (1551–1553)
- John Williams, 1. Baron Williams de Thame (1553–1557)
- William Howard, 1. Baron Howard of Effingham (1557–1572)
- Thomas Radclyffe, 3. Earl of Sussex (1572–1585)
- Henry Carey, 1. Baron Hunsdon (1585–1596)
- William Brooke, 10. Baron Cobham (1596–1597)
- George Carey, 2. Baron Hunsdon (1597–1603)
- Thomas Howard, 1. Earl of Suffolk (1603–1613)
- Robert Carr, 1. Earl of Somerset (1613–1615)
- William Herbert, 3. Earl of Pembroke (1615–1625)
- Philip Herbert, 1. Earl of Montgomery (1625–1641)
- Robert Devereux, 3. Earl of Essex (1641–1642)
- Edward Sackville, 4. Earl of Dorset (1642–1649)

- Das Amt war abgeschafft während des Commonwealth (1649–1660)

- Edward Montagu, 2. Earl of Manchester (1660–1671)
- Henry Jermyn, 1. Earl of St Albans (1671–1674)
- Henry Bennet, 1. Earl of Arlington (1674–1685)
- Robert Bruce, 1. Earl of Ailesbury (1685)
- John Sheffield, 3. Earl of Mulgrave (1685–1689)
- Charles Sackville, 6. Earl of Dorset (1689–1697)
- Robert Spencer, 2. Earl of Sunderland (1697)
- Das Amt blieb unbesetzt von 1697 bis 1699, weil König Wilhelm III. den Rücktritt des Earl of Sunderland nicht akzeptieren wollte.
- Charles Talbot, 1. Duke of Shrewsbury (1699–1700)
- Edward Villiers, 1. Earl of Jersey (1700–1704)
- Henry Grey, 1. Marquess of Kent (1704–1710)
- Charles Talbot, 1. Duke of Shrewsbury (1710–1715)
- Charles Paulet, 2. Duke of Bolton (1715–1717)
- Thomas Pelham-Holles, 1. Duke of Newcastle (1717–1724)
- Charles FitzRoy, 2. Duke of Grafton (1724–1757)

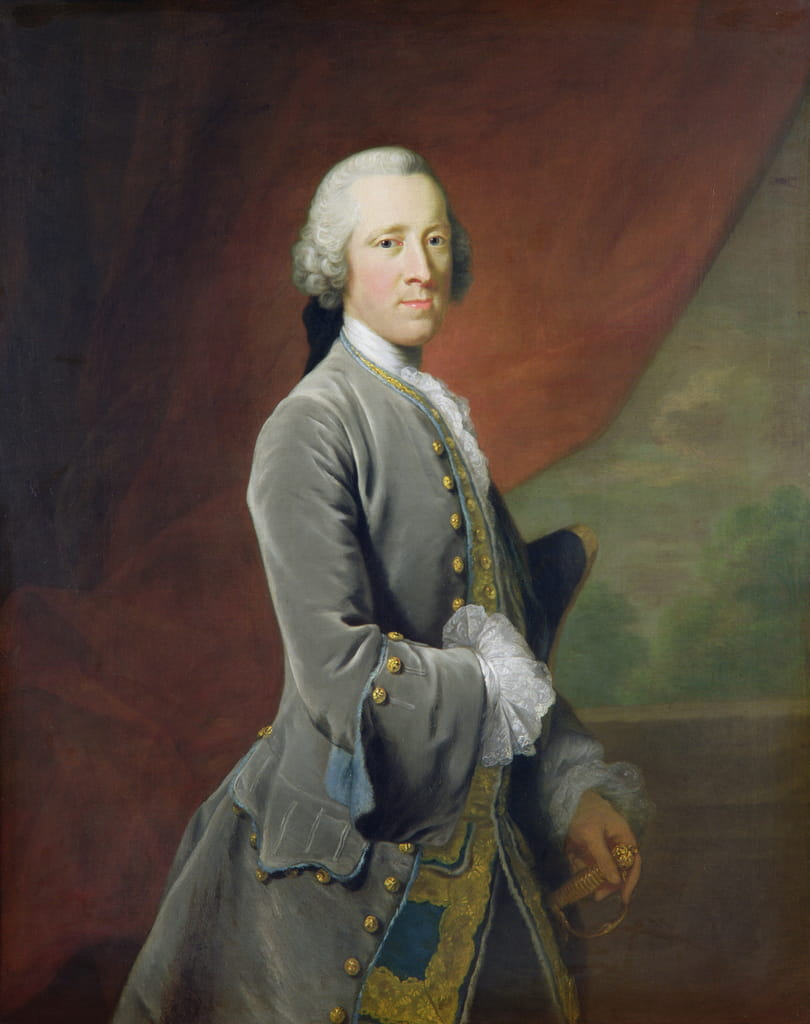
William Cavendish, 4. Duke of Devonshire

- William Cavendish, 4. Duke of Devonshire (1757–1762)
- George Spencer, 4. Duke of Marlborough (1762–1763)
- Granville Leveson-Gower, 2. Earl Gower (1763–1765)
- William Cavendish-Bentinck, 3. Duke of Portland (1765–1766)
- Francis Seymour-Conway, 1. Earl of Hertford (1766–1782)
- George Montagu, 4. Duke of Manchester (1782–1783)
- Francis Seymour-Conway, 1. Earl of Hertford (1783)
- James Cecil, 1. Marquess of Salisbury (1783–1804)
- George Legge, 3. Earl of Dartmouth (1804–1810)
- Das Amt war unbesetzt von 1810 bis 1812.
- Francis Seymour-Conway, 2. Marquess of Hertford (1812–1821)
- James Graham, 3. Duke of Montrose (1821–1827)
- William Cavendish, 6. Duke of Devonshire (1827–1828)
- James Graham, 3. Duke of Montrose (1828–1830)
- George Child-Villiers, 5. Earl of Jersey (1830)
- William Cavendish, 6. Duke of Devonshire (1830–1834)
- George Child-Villiers, 5. Earl of Jersey (1834–1835)
- Richard Wellesley, 1. Marquess Wellesley (1835)
- Francis Conyngham, 2. Marquess Conyngham (1835–1839)
- Henry Paget, Earl of Uxbridge (1839–1841)
- George Sackville-West, 5. Earl De La Warr (1841–1846)
- Frederick Spencer, 4. Earl Spencer (1846–1848)
- John Campbell, 2. Marquess of Breadalbane (1848–1852)
- Brownlow Cecil, 2. Marquess of Exeter (1852)
- John Campbell, 2. Marquess of Breadalbane (1853–1858)
- George Sackville-West, 5. Earl De La Warr (1858–1859)
- John Townshend, 3. Viscount Sydney (1859–1866)
- Orlando Bridgeman, 3. Earl of Bradford (1866–1868)
- John Townshend, 3. Viscount Sydney (1868–1874)
- Francis Seymour, 5. Marquess of Hertford (1874–1879)
- William Edgcumbe, 4. Earl of Mount Edgcumbe (1879–1880)
- Valentine Browne, 4. Earl of Kenmare (1880–1885)
- Edward Bootle-Wilbraham, 1. Earl of Lathom (1885–1886)
- Valentine Browne, 4. Earl of Kenmare (1886)
- Edward Bootle-Wilbraham, 1. Earl of Lathom (1886–1892)

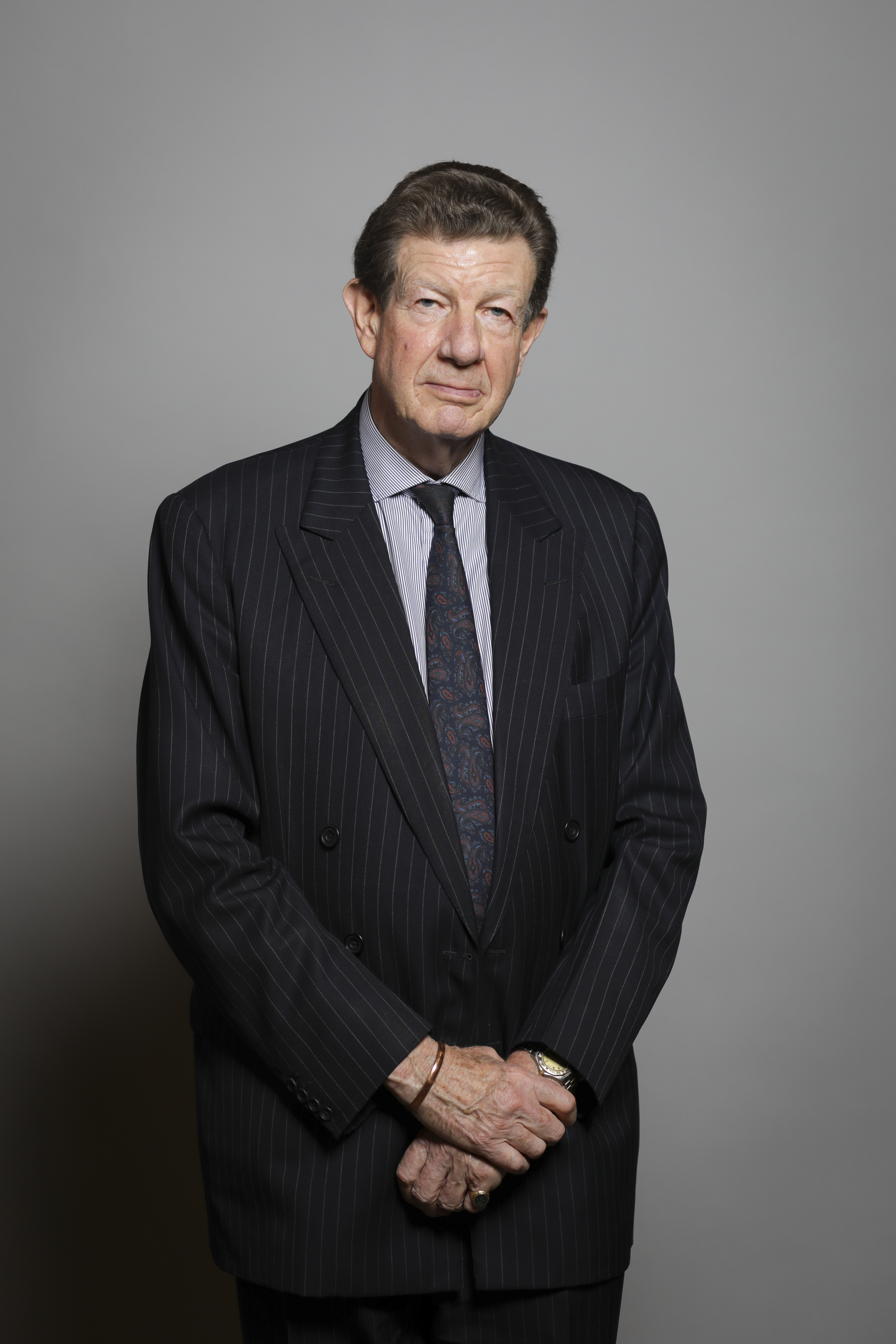
William Peel, 3. Earl Peel

- Robert Wynn-Carington, 3. Baron Carrington (1892–1895)
- Edward Bootle-Wilbraham, 1. Earl of Lathom (1895–1898)
- John Hope, 7. Earl of Hopetoun (1898–1900)
- Edward Villiers, 5. Earl of Clarendon (1900–1905)
- Charles Spencer, 1. Viscount Althorp (1905–1912)
- William Mansfield, 2. Baron Sandhurst (1912–1921)
- John Stewart-Murray, 8. Duke of Atholl (1921–1922)
- Rowland Baring, 2. Earl of Cromer (1922–1938)
- George Villiers, 6. Earl of Clarendon (1938–1952)
- Lawrence Lumley, 11. Earl of Scarbrough (1952–1963)
- Cameron Cobbold, 1. Baron Cobbold (1963–1971)
- Charles Maclean of Duart, Baron Maclean (1971–1984)
- David Ogilvy, 8. (oder 13.) Earl of Airlie (1984–1997)
- Thomas Stonor, 7. Baron Camoys (1998–2000)
- Richard Luce, Baron Luce (2000–2006)
- William Peel, 3. Earl Peel (2006–2021)
- Andrew Parker, Baron Parker of Minsmere (2021–2024)
- Richard Benyon, Baron Benyon (2024–heute)